# Kirche Leubsdorf (Sachsen)

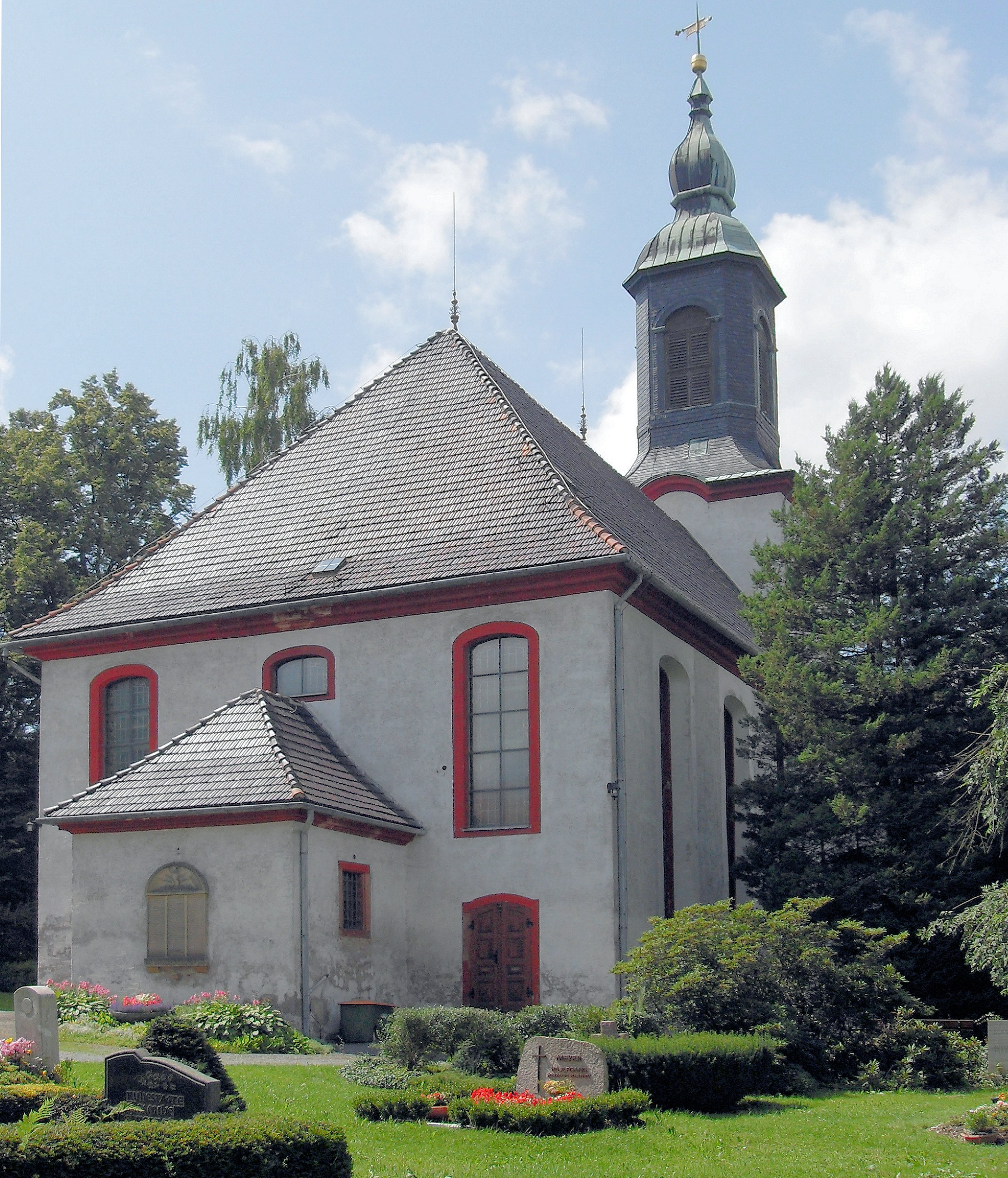
Kirche Leubsdorf

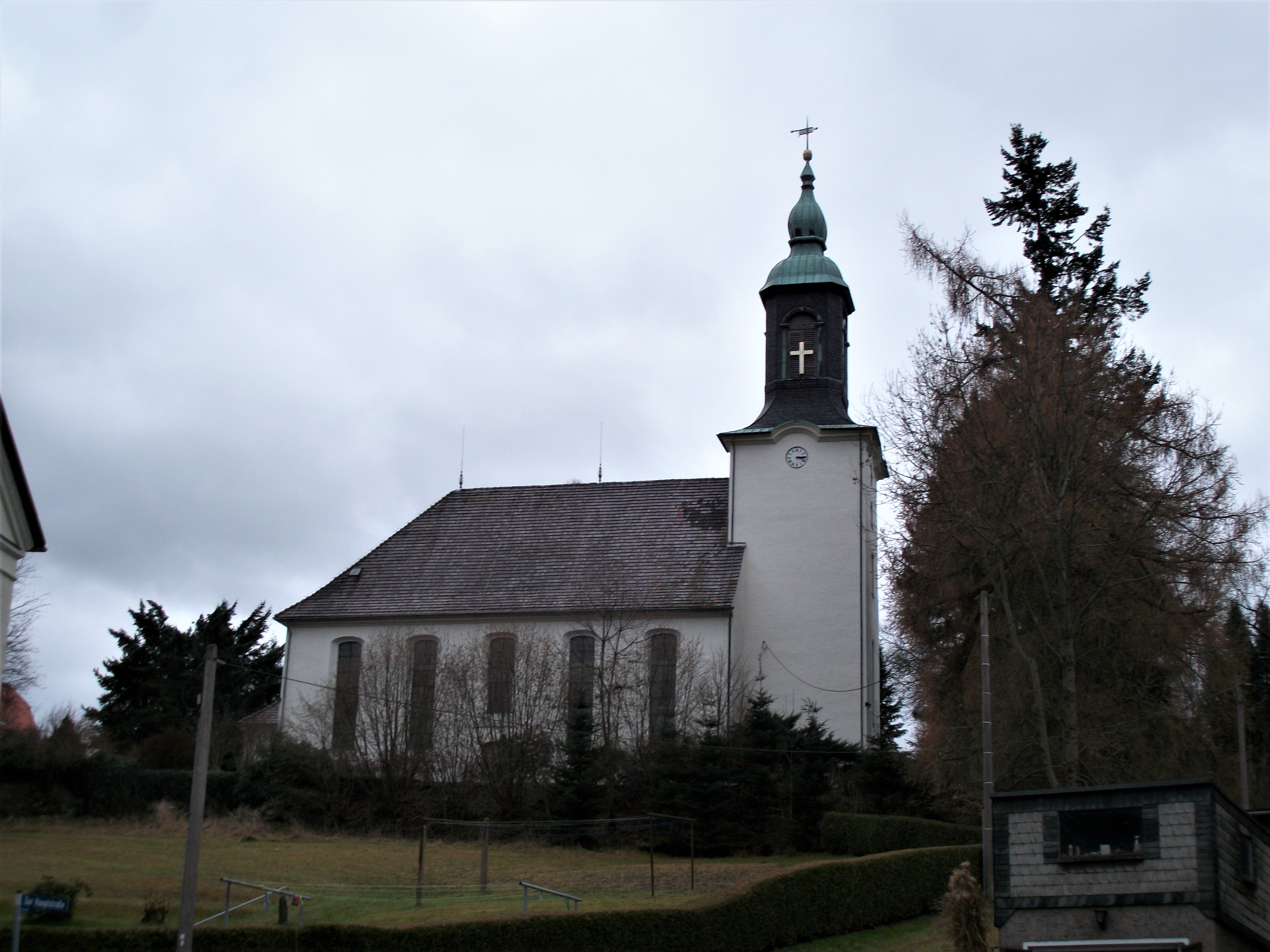
Ansicht von Norden

Die evangelische Kirche Leubsdorf ist eine schlichte barocke Saalkirche in Leubsdorf im Landkreis Mittelsachsen in Sachsen. Sie gehört zur Kirchengemeinde Leubsdorf-Borstendorf-Schellenberg im Kirchenbezirk Erzgebirgsblick der Evangelisch-Lutherischen Landeskirche Sachsens.

## Geschichte und Architektur
Die inmitten des Kirchhofs am Hang gelegene schlichte Saalkirche wurde in den Jahren 1789/90 anstelle eines ausgebrannten Vorgängerbauwerks durch den Maurermeister Johann Christian Leber erbaut. Restaurierungen erfolgten in den Jahren 1974 (außen), 1980/81 (Altar und Taufe) und 1989 (Innenraum).
Das Bauwerk ist ein mit einem Walmdach gedeckter verputzter Bruchsteinbau mit geradem Schluss. Lange Korbbogenfenster erhellen das Bauwerk, nach Osten ist eine kleine Sakristei angebaut. Der Westturm über quadratischem Grundriss trägt ein oktogonales Glockengeschoss und darüber als Abschluss eine geschweifte Haube mit zwiebelförmiger Laterne.

## Ausstattung
Im Innern ist das Bauwerk flachgedeckt, eine zweigeschossige Empore umgibt den Raum. Die wohlgestaltete Ausstattung aus der Erbauungszeit ist in Weiß, Rot und Gold gehalten und entspricht den protestantischen Anforderungen an einen Kirchenraum mit einem zentralen Kanzelaltar und der davor stehenden Taufe.
Das stattliche barocke Kanzelaltar ist mit starker Tiefenstaffelung gestaltet; korinthische Säulen auf hohen Postamenten tragen das stark auskragende Gebälk; darüber ist eine Gloriole mit Engelsköpfchen angeordnet, seitlich zwei Putten. Der davor aufgestellte, farbig gefasste Taufstein ist in Rokokoformen gestaltet.
Ein Grabstein erinnert an Johann Gottfried Morgenstern († 1743) und zeigt eine große Inschrifttafel mit Rocaillerahmung.
Die Orgel ist ein Werk von Christian Friedrich Göthel aus dem Jahr 1873 mit heute 17 Registern auf zwei Manualen und Pedal. Der Prospekt ist mit gesprengtem Giebel, Kartuschen und Vasen verziert, das Werk wurde um 1940 erweitert und klanglich verändert.